# Гензель і Ґретель (фільм, 1983)
«Гензель і Ґретель» (англ. Hansel and Gretel) — перший телефільм знятий американським режисером Тімом Бертоном на студії Disney за однойменною казкою братів Грімм, призначений для японського відділення Disney Channel. Фільм демонструвався всього один раз — у ніч на Хелловін в настільки пізній час для дитячого каналу, що більшість глядачів її так і не побачили. Довгий час «Гензель і Ґретель» вважався загубленим.
Всі ролі у фільмі виконали японські актори, бекграунд фільму також робився з розрахунку на японську аудиторію або на американського глядача, захопленого Японією. Так, наприклад, на екрані часто з'являються іграшкові роботи-трансформери: їх виготовленням займається батько Гензеля і Ґретель; іграшкова качка одного з героїв під впливом злих чар перетворюється на агресивно налаштованого робота.

## Сюжет
Заснований на відомій казці. Брат і сестра — Гензель (Джим Ішида) і Ґретель (Мішель Яма), заблукавши, потрапляють в хатинку злого чаклуна-людожера. Іграшки, зроблені батьком дітей, які до пори добрі та милі, за знаком чаклуна перетворюються на кровожерних чудовиськ і намагаються допомогти своєму новому хазяїну зловити Гензеля і Ґретель. Тільки віра в добро і навички карате допомагають героям залишитися в живих.

## Цікаві факти
- Фільм показали пів на одинадцяту (22:30) вечора 31 жовтня.
- Тім Бертон думав, що після закінчення знімання цього фільму ніколи більше не захоче займатися режисурою. Після цього (на момент кінця 2007 року) Бертон зняв 21 фільм.
- На сторінках з концепт-артом для «Гензель і Ґретель» зустрічаються розробки персонажів мультфільму «Жах перед Різдвом», зокрема, Джека Скеллінгтона.
- Спочатку передбачалося, що головними героями стануть не два брати, а, як у класичному варіанті історії, брат і сестра.
- У фільмі основним негативним персонажем виступає не зла відьма, як в оригінальній казці, а чаклун.
- Головні герої дійсно борються зі злом за допомогою східних єдиноборств.
- Цю постановку дуже часто плутають з епізодом «Гензель і Ґретель» в Faerie Tale Theatre, знятим насправді Джеймсом Фрол. Це пов'язано з тим, що Бертон теж був залучений в цьому проєкті. Проте ним поставлена інша казка — «Аладін і його чарівна лампа».